# Kalangdosari
Kalangdosari is een bestuurslaag in het regentschap Grobogan van de provincie Midden-Java, Indonesië. Kalangdosari telt 4382 inwoners (volkstelling 2010).